# SG Bochum 31
Die SG Bochum 31 (Schachgesellschaft Bochum 1931) ist ein Schachverein in Bochum. Der Klub spielte jahrzehntelang in der deutschen Schachbundesliga und ist Deutscher Rekordmeister der Jugendmannschaften.

## Anfänge des Vereins
Als Gründungsdatum des Vereins gilt der 14. März 1931. Vorläufer war die seit 1929 bestehende Schachabteilung des katholischen Jungmännervereins St. Liebfrauen. Diese war dann vorübergehend eine Unterabteilung der Schachfreunde Bochum 1925, bevor die Umwandlung in den neuen Schachklub Altenbochum beschlossen wurde.
Der SK Altenbochum stand lange im Schatten anderer Vereine der Region, vor allem des traditionsreichen Bochumer SV 02. Im Jahr 1961 erfolgte der Umzug von Altenbochum ins Stadtzentrum und im Juli 1964 die Umbenennung zur „Schachgesellschaft Bochum 1931“.

## Bundesliga-Klub
Unter Spielleiter Norbert Franke vollzog sich in den 1970er Jahren der Aufstieg in höhere Klassen, der mit dem damaligen Spitzenspieler Otto Borik (bis 1984 Vereinsmitglied) verbunden war. Die SG Bochum 31 spielte ab 1977 in der Bundesliga West und anschließend von 1980 (mit einer zweijährigen Unterbrechung) bis 1999 in der einteiligen Schachbundesliga. Bereits in der ersten Spielzeit (1980/81) erreichten die Bochumer mit Rang drei ihre beste Platzierung. In der „Ewigen Tabelle der Bundesliga“ liegt der Verein auf Rang sechs.
Zu den bekannten Spielern der frühen Bundesligazeiten gehörten Talente wie Lothar Nikolaiczuk, Detlef Heinbuch, Paul Backwinkel, der dem Verein seit Jahrzehnten die Treue hält, und Ludger Keitlinghaus. Nach Öffnung der Grenzen in Osteuropa gingen die Amateurbedingungen in der Bundesliga zu Ende. Auch der Bochumer Klub ging deswegen dazu über, internationale Großmeister, darunter Igor Glek und Kiril Georgiew, zu verpflichten. Als ein Sponsor absprang, zog sich die SG Bochum nach der Saison 1998/99 aus der Ersten Bundesliga zurück. Seither konnte sich die Mannschaft in der zweiten Bundesliga erfolgreich behaupten. Die Vorherrschaft in der Region musste jedoch an den SV Wattenscheid abgetreten werden.

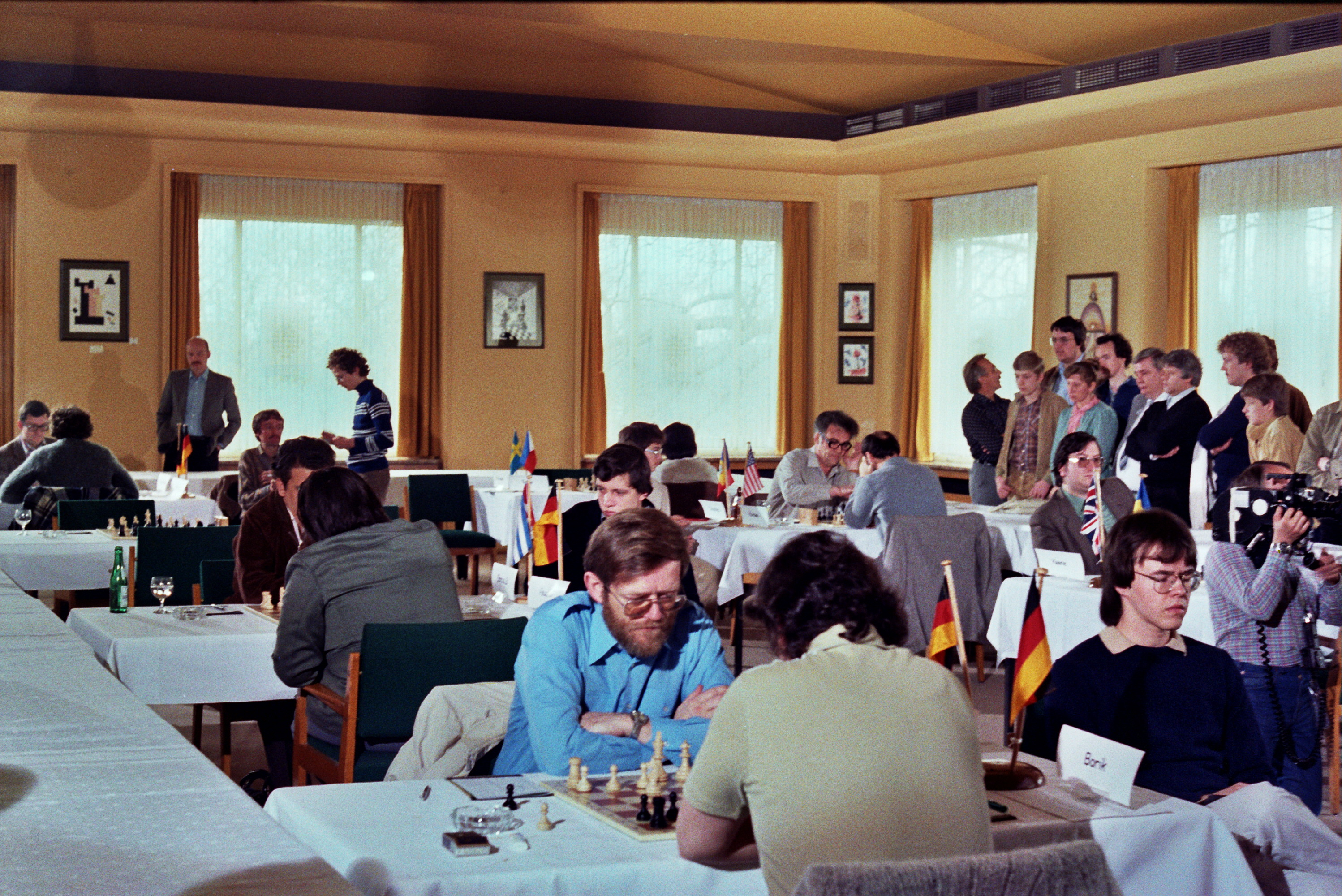
Turniersaal – Internationale Deutsche Meisterschaft 1981 Manfred Hermann – Otto Borik (vorderer Tisch im Bild)

## Bochumer Großmeisterturnier (1981)
Zum 50-jährigen Vereinsjubiläum richtete die SG Bochum vom 17. März bis 3. April 1981 die „Internationale Deutsche Meisterschaft“ aus. Dieses Turnier des Deutschen Schachbundes fand von 1971 bis 1983 im jährlichen Wechsel mit der nationalen Einzelmeisterschaft statt. Es handelt sich um das bedeutendste Schachereignis, das jemals in Bochum stattgefunden hat.
Sieger des Großmeisterturniers war Lubomir Kavalek (12 aus 15) vor Vlastimil Hort und Murray Chandler. Insgesamt beteiligten sich sieben Großmeister, darunter Victor Ciocâltea und Raymond Keene. Erfolgreichster deutscher Spieler war Otto Borik (SG Bochum) auf Rang fünf.

## Deutscher Rekordjugendmeister

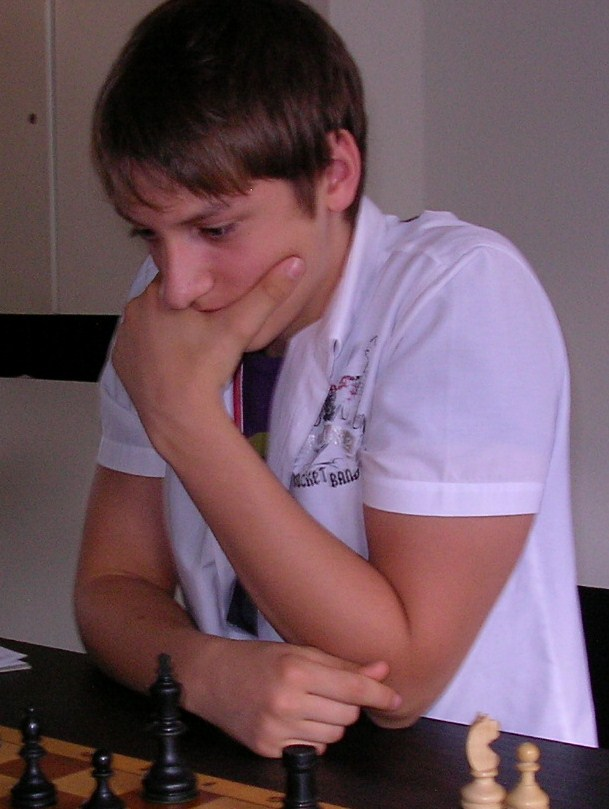
Jens Kotainy, 2010 in Dortmund

Insgesamt hat die SG Bochum 31 sechs Mannschaften von der 2. Bundesliga bis zu den unteren Klassen im Einsatz. Hinzu kommen zwei Jugendmannschaften. Im Bereich des Jugendschachs nimmt der Verein seit den 1980er Jahren eine führende Rolle ein. Namhafte ehemalige Jugendspieler sind etwa die Großmeister Sebastian Siebrecht und Ilja Zaragatski, der bis zur Saison 2008/2009 für die SG Bochum in der 2. Bundesliga aktiv war.
Der Bochumer Verein ist mit bislang dreizehn Meistertiteln der erfolgreichste deutsche Jugendschachklub. Nach vierjähriger Pause konnte die SG Bochum zuletzt 2008 die Vereinsjugendmeisterschaft erringen. Am ersten Brett spielte Jens Kotainy, der 2009 bei der Deutschen U16-Meisterschaft Zweiter wurde und 2011 die Deutsche Pokalmeisterschaft gewann.